# Ömer Toprak
Ömer Toprak (Ravensburg, 21 juli 1989) is een Turks-Duits voormalig voetballer die als centrale verdediger speelde. Hij verruilde Bayer 04 Leverkusen in juli 2017 voor Borussia Dortmund. Toprak debuteerde in 2011 in het Turks nationaal elftal.

## Clubcarrière
Toprak stroomde in 2008 door vanuit de jeugd van SC Freiburg. Tussen 2008 en 2011 speelde hij 64 competitiewedstrijden in het eerste elftal van de club. Bayer 04 Leverkusen betaalde in juli 2011 vervolgens drie miljoen euro voor de mandekker. Hier ging hij centraal achterin een duo vormen met Philipp Wollscheid.

## Clubstatistieken
| Seizoen | Club                | Competitie    | Competitie | Competitie | Beker | Beker | Internationaal | Internationaal | Totaal | Totaal |
| Seizoen | Club                | Competitie    | Wed.       | Dlp.       | Wed.  | Dlp.  | Wed.           | Dlp.           | Wed.   | Dlp.   |
| ------- | ------------------- | ------------- | ---------- | ---------- | ----- | ----- | -------------- | -------------- | ------ | ------ |
| 2008/09 | SC Freiburg         | 2. Bundesliga | 30         | 4          | 1     | 0     | —              | —              | 35     | 4      |
| 2009/10 | SC Freiburg         | Bundesliga    | 14         | 0          | 0     | 0     | —              | —              | 14     | 0      |
| 2010/11 | SC Freiburg         | Bundesliga    | 24         | 0          | 1     | 0     | —              | —              | 25     | 0      |
| 2011/12 | Bayer 04 Leverkusen | Bundesliga    | 27         | 0          | 1     | 0     | 6              | 0              | 34     | 0      |
| 2012/13 | Bayer 04 Leverkusen | Bundesliga    | 26         | 1          | 2     | 0     | 4              | 0              | 32     | 1      |
| 2013/14 | Bayer 04 Leverkusen | Bundesliga    | 28         | 1          | 3     | 0     | 8              | 2              | 39     | 3      |
| 2014/15 | Bayer 04 Leverkusen | Bundesliga    | 29         | 1          | 3     | 0     | 9              | 0              | 41     | 1      |
| 2015/16 | Bayer 04 Leverkusen | Bundesliga    | 19         | 1          | 2     | 0     | 4              | 0              | 25     | 1      |
| 2016/17 | Bayer 04 Leverkusen | Bundesliga    | 25         | 1          | 1     | 0     | 6              | 0              | 32     | 1      |
| 2017/18 | Borussia Dortmund   | Bundesliga    | 26         | 0          | 1     | 0     | 9              | 0              | 36     | 0      |
| 2018/19 | Borussia Dortmund   | Bundesliga    | 9          | 0          | 2     | 0     | 3              | 0              | 14     | 0      |
| 2019/20 | → Werder Bremen     | Bundesliga    | 10         | 0          | 3     | 0     | —              | —              | 13     | 0      |
| 2020/21 | Werder Bremen       | Bundesliga    | 26         | 2          | 1     | 0     | —              | —              | 27     | 3      |
| 2021/22 | Werder Bremen       | 2. Bundesliga | 21         | 1          | 1     | 0     | —              | —              | 22     | 1      |
| 2022/23 | Antalyaspor         | Süper Lig     | 23         | 1          | 1     | 0     | —              | —              | 24     | 1      |
| 2023/24 | Antalyaspor         | Süper Lig     | 22         | 0          | 0     | 0     | —              | —              | 22     | 0      |
| Totaal  | Totaal              | Totaal        | 359        | 13         | 23    | 0     | 49             | 2              | 435    | 16     |

## Interlandcarrière
Toprak maakte op 15 november 2011 zijn debuut voor Turkije, tegen Kroatië.

## Erelijst
| Competitie             |             |             |             |             |
| Competitie             | Aantal      | Jaren       |             |             |
| SC Freiburg            | SC Freiburg | SC Freiburg | SC Freiburg | SC Freiburg |
| ---------------------- | ----------- | ----------- | ----------- | ----------- |
| Kampioen 2. Bundesliga | 1x          | 2008/09     |             |             |
| Borussia Dortmund      |             |             |             |             |
| DFL-Supercup           | 1x          | 2019        |             |             |

## Trivia
Toprak raakte op 9 juni 2009 betrokken bij een ongeval tijdens het karten. De benzinetank van zijn voertuig explodeerde, waardoor onder meer zijn broek vlam vatte. Zijn rechtervoet was voor 42 procent verbrand. Hij lag 2,5 weken op de intensive care, terwijl zijn voet dreigde geamputeerd te moeten worden. Hij moest vier maanden revalideren.